# Louis Armand de Brichanteau
Louis Armand de Brichanteau, markiz de Nangis, baron de Charenton,  de Meillan i de Frolois, seigneur de Brichanteau (ur. 1682, zm. 1742) był francuski wojskowym. W armii doszedł do stopnia marszałka.
Louis-Armand urodził się  27 września 1682, tytuł markiza nosił do listopada 1712 roku, gdy został księciem de Nangis. Zmarł 8 października 1742 roku. Brygadierem został 26 października 1704, a 19 czerwca 1708 marszałkiem polowym. Od 11 lutego 1741 Marszałkiem Francji.
7 stycznia 1705 poślubił Marie, córkę pana de Charles Fortin markiza de La Hoguette. Mieli dwoje dzieci:
- syn: Pierre-César urodzony 6 listopada 1683, zmarły 4 czerwca 1728, kawaler maltański.
- córka: Louise-Madeleine (zmarła w maju 1713, jej mężem był od 22 września 1710 Pierre Gorge-d'Entraigues, hrabia de Meillan).

Dziś Louis Armand de Brichanteau, markiz de Nangis znany jest przede wszystkim jako obiekt uniesień lekkomyślnej i kochliwej księżnej burgundzkiej Marii Adelajdy wnuczki Ludwika XIV i matki późniejszego króla Francji Ludwika XV. Nangis znalazł się (w 1703 roku) w bardzo niezręcznej sytuacji, zwłaszcza, że w księżnej zakochany był François-Édouard Colbert de Maulévrier, który choć sam żonaty (jego teściem był marszałek René de Froulay de Tessé) był tak zazdrosny o towarzystwo księcia, że chciał zgubić Nangisa ujawniając słabość księżnej i szantażując ją. Zarówno dla niego, jak i dla księżnej mogło się to źle skończyć. Na prośbę marszałka Tessé, królewski lekarz Guy-Crescent Fagon wmówił wszystkim, że Maulévrier potrzebuje kuracji klimatycznej we Włoszech. Teść wziął go w końcu do Hiszpanii ratując Nangisa i przerażoną księżnę.